# STS-41-D
La STS-41-D fu una missione spaziale del Programma Space Shuttle. Fu la 12ª missione Shuttle, e la prima ad usare come Orbiter lo Space Shuttle Discovery.

## Equipaggio
- Comandante: Henry Hartsfield Jr. (2)
- Pilota: Michael Coats (1)
- Specialista di missione 1: Judith Resnik (1)
- Specialista di missione 2: Steven Hawley (1)
- Specialista di missione 3: Richard Mullane (1)
- Specialista del carico utile: Charles Walker (1)

Tra parentesi il numero di voli spaziali completati da ogni membro dell'equipaggio, inclusa questa missione.
La specialista di missione, Judith Resnik, morì durante il lancio della missione sts 51-L ; il 28 gennaio 1986.

## Parametri della missione
- Massa:
  - Navetta al lancio: 119.511 kg
  - Navetta al rientro: 91.476 kg
  - Carico utile: 21.552 kg
- Perigeo: 300 km
- Apogeo: 307 km
- Inclinazione: 28,5°
- Periodo: 1 ora, 30 minuti e 36 secondi